# 芒特弗農 (紐約州)
芒特弗農是美國紐約州西徹斯特縣的一座城市，位於紐約市布朗克斯以北。2000年人口68,381人，是該州第八大城市。